# دمشق، شهرستان کافی، آلاباما
دمشق (به انگلیسی: Damascus) یک منطقهٔ مسکونی در ایالات متحده آمریکا است که در شهرستان کافی، آلاباما واقع شده‌است. دمشق ۱۰۹٫۱۲ متر بالاتر از سطح دریا قرار دارد.

## تاریخچه
اداره پست دمشق از سال ۱۸۸۵تا ۱۹۰۷ فعالیت داشت.